# Thyroscyphus longicaulis
Thyroscyphus longicaulis är en nässeldjursart som beskrevs av Splettstösser 1929. Thyroscyphus longicaulis ingår i släktet Thyroscyphus och familjen Thyroscyphidae. Inga underarter finns listade i Catalogue of Life.